# Rekha Sharma

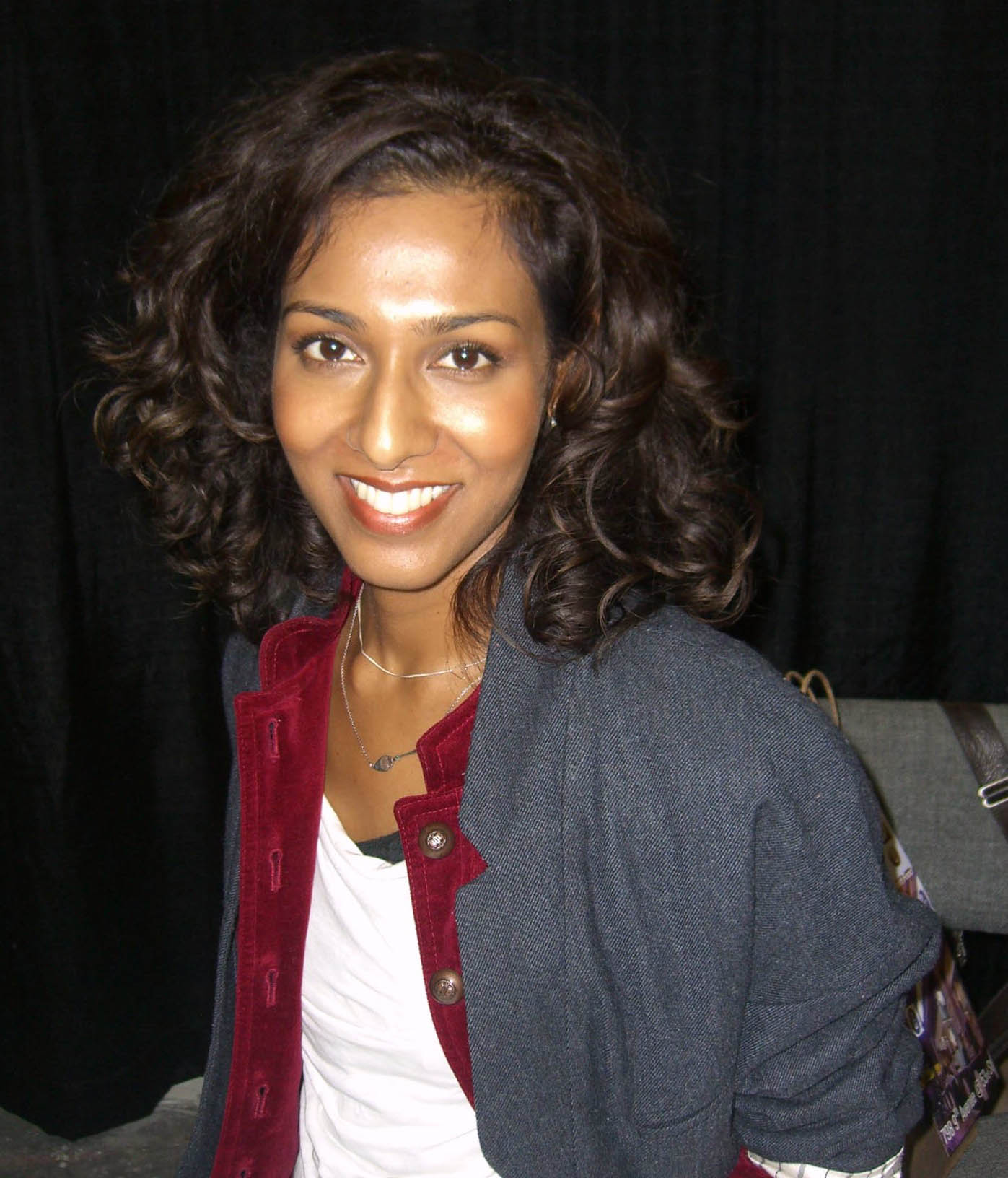
Rekha Sharma, 2009

Rekha Shanti Sharma ist eine kanadische Schauspielerin, die vor allem durch ihre Rollen in Battlestar Galactica und The 100 bekannt wurde.
Sharma ist in Vancouver geboren und aufgewachsen. Ihre Vorfahren stammten aus Uttar Pradesh in Indien und wanderten während der Britischen Regierungszeit nach Fidschi aus. Von dort zogen ihre Eltern noch vor ihrer Geburt nach Kanada. Sie hat einen älteren Bruder namens Sunil.
Mit Anfang 20 spielte Sharma zum ersten Mal professionell Theater und beschloss daraufhin ihren bisherigen Hauptberuf aufzugeben und nur noch als Schauspielerin zu arbeiten. 2001 spielte sie erste kleine Rollen in Outer Limits – Die unbekannte Dimension und Die einsamen Schützen. Wiederkehrende Rollen hatte sie 2002 und 2003 in den Serien Dark Angel und Der Fall John Doe!. Seitdem war sie immer wieder in größeren Rollen in Science-Fiction-Serien zu sehen. Zu den bekanntesten zählen Smallville, Battlestar Galactica, V – Die Besucher und The 100. Für das Kino drehte sie unter anderem The Core – Der innere Kern, Whisper und 2016 die Mockumentary No Men Beyond This Point. Ende April 2017 wurde bekannt, dass sie in der neuen Star-Trek-Serie Star Trek: Discovery für einige Episoden die Sicherheitschefin der Discovery spielt.
2010 war Rekha Sharma für ihre Rolle in dem Kurzfilm Collide für einen Leo Award nominiert.
In ihrer Freizeit malt sie, praktiziert Yoga und spielt Sarangi.

## Filmografie
- 2001: Die einsamen Schützen (The Lone Gunmen, Fernsehserie, Folge 1x13 Captain Toby)
- 2001: Outer Limits – Die unbekannte Dimension (Outer Limits, Fernsehserie, Folge 7x14 Das PSR-Projekt)
- 2001–2002: Dark Angel (Fernsehserie, 5 Folgen)
- 2002–2003: Der Fall John Doe! (John Doe, Fernsehserie, 16 Folgen)
- 2002–2006: Smallville (Fernsehserie, 7 Folgen)
- 2003: The Core – Der innere Kern (The Core)
- 2004: The L Word – Wenn Frauen Frauen lieben (The L Word, Fernsehserie, 2 Folgen)
- 2005–2006: Da Vinci's City Hall (Fernsehserie, 10 Folgen)
- 2006–2009: Battlestar Galactica (Fernsehserie, 31 Folgen)
- 2007: Whisper
- 2007: Aliens vs. Predator 2 (Aliens vs Predator: Requiem)
- 2009: The Plan
- 2009: Collide (Kurzfilm)
- 2009–2011: V – Die Besucher (V, Fernsehserie, 8 Folgen)
- 2010: Supernatural (Fernsehserie, Folge 5x19 Sein letzter Trick)
- 2011: Shattered (Fernsehserie, 2 Folgen)
- 2013: Once Upon a Time in Wonderland (Fernsehserie, Folge 1x07 Böses Blut)
- 2014: Til Death Do Us Part (Fernsehfilm)
- 2014–2015: The 100 (Fernsehserie, 9 Folgen)
- 2015: No Men Beyond This Point
- 2017: Star Trek Continues (Webserie, Folge 1x08 Still Treads the Shadow)
- 2017: The Fosters (Fernsehserie, 3 Folgen)
- 2017–2020: Star Trek: Discovery (Fernsehserie, 5 Folgen)
- 2019: To Have and to Hold (Fernsehfilm)
- 2019: Past Never Dies (Fernsehfilm)
- 2019: Mystery 101 – Playing Dead (Fernsehfilm)
- 2019: Limetown (Fernsehserie, 4 Folgen)
- 2019: Suspense (Fernsehserie, 2 Folgen)
- 2021: Baking Spirits Bright (Fernsehfilm)
- 2021: Another Life (Fernsehserie, 4 Folgen)
- 2022: United States of Al (Fernsehserie, Folge 2x16 Gout/Nikres)
- 2022: Roswell, New Mexico (Fernsehserie, 10 Folgen)
- 2022: The Imperfects (Fernsehserie, 5 Folgen)
- 2022: The Binge 2: It's A Wonderful Binge
- 2020–2023: Transplant (Fernsehserie, 13 Folgen)
- 2021–2023: Yellowjackets (Fernsehserie, 9 Folgen)
- 2023: Make Me a Match (Fernsehfilm)